# Mediastinallymphknoten
Als Mediastinallymphknoten (Nodi lymphatici [Nll.] mediastinales, Lymphonodi [Lnn.] mediastinales) werden Lymphknoten bezeichnet, die im Mediastinum innerhalb des Brustkorbs liegen.
Beim Menschen werden zwei Gruppen unterschieden:
- Die Nodi lymphatici mediastinales anteriores („vordere Mediastinallymphknoten“) liegen hinter dem Brustbein, vor und hinter dem Thymus und vor dem Herzbeutel und den großen herznahen Blutgefäßen. Die untersten vorderen Mediastinallymphknoten liegen dem Zwerchfell an und werden daher auch als Nll. phrenici bezeichnet. Ihr tributäres Gebiet sind Leber, Herzbeutel, Herz und Thymus. Der Lymphabfluss erfolgt über den Truncus mediastinalis anterior in den Venenwinkel.
- Die Nodi lymphatici mediastinales posteriores („hintere Mediastinallymphknoten“) liegen neben Speiseröhre und Aorta. Ihr tributäres Gebiet sind Leber, Zwerchfell, Speiseröhre, Lungen und der rückenseitige Teil der Interkostalräume. Der Lymphabfluss erfolgt über den Truncus bronchomediastinalis, der links in den Ductus thoracicus, rechts zusammen mit dem Truncus mediastinalis anterior, dem Truncus jugularis und dem Truncus subclavius in den Ductus lymphaticus dexter mündet.

In der Veterinäranatomie werden die Mediastinallymphknoten zum Lymhocentrum mediastinale zusammengefasst. Entsprechend der Beziehung zum Herzen unterscheidet man drei Gruppen:
- Die Lymphonodi mediastinales craniales („vordere Mediastinallymphknoten“) liegen am Brusteingang.
- Die Lymphonodi mediastinales medii („mittlere Mediastinallymphknoten“) liegen an der Herzbasis. Sie fehlen bei Raubtieren und Schweinen.
- Die Lymphonodi mediastinales caudales („hintere Mediastinallymphknoten“) liegen hinter dem Herzen an der Speiseröhre. Sie fehlen bei Raubtieren und Ziegen.

Das tributäre Gebiet der Mediastinallymphknoten umfasst alle Organe des Mediastinums, Teile der Brustwand, der Schulter und des Halses sowie die Lunge und das Brustfell. Bei Pferden und Rindern gibt es auch Zuflüsse aus Leber und Milz.